# Осада Константины
Осада Константины (фр. Siège de Constantine (1837)) — одно из сражений в ходе завоевания Алжира французами, произошедшее в октябре 1837 года.

## Предыстория
Успех французской экспедиции 1830 года с которой и началось завоевание Алжира французами был неожиданным прежде всего для самих французов. Боясь возбудить захватом Алжира неудовольствие Англии, нерешительное правительство короля Карла X, а затем и короля Луи-Филиппа, готово было возвратить алжирцам захваченный город, а затем остановилось на мысли не развивать наступательных действий внутрь страны, а ограничиться удержанием в своих руках нескольких прибрежных пунктов.

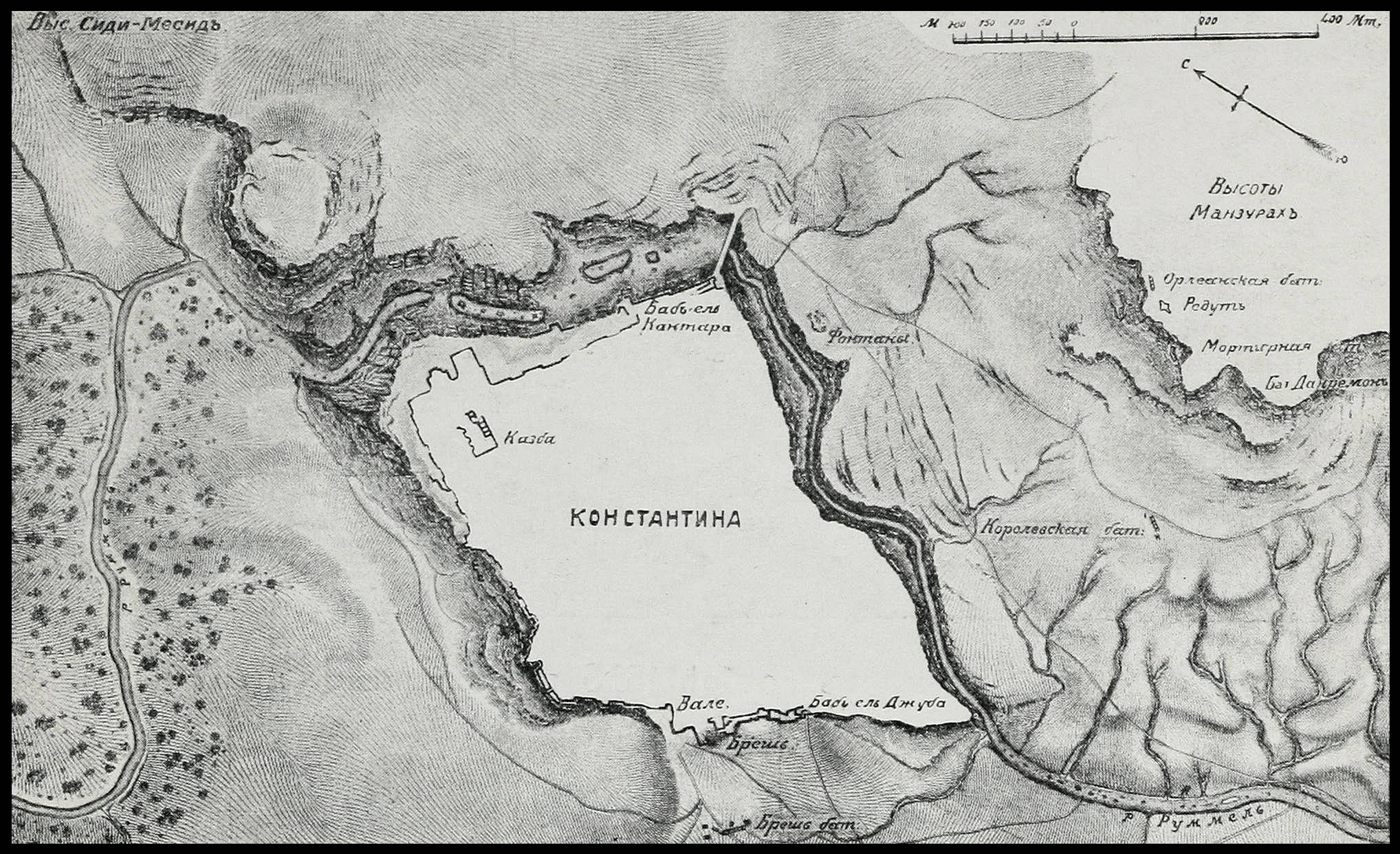
Карта из статьи «Константина»
«Военная энциклопедия Сытина»)

Последующие события доказали французам необходимость занятия всей страны, причем первые шаги их в этом направлении оказались крайне неудачными. Падение Алжира произвело столь сильное впечатление на всю страну, что все остальные беи выразили готовность подчиниться Мелек Шарлю (Королю Карлу). Но французы не сумели воспользоваться столь выгодным положением дел: вместо овладения главными пунктами страны, маршал Бурмон предпринял отдаленную экспедицию к Блиде (у подошвы Атласских гор) для наказания за разбои кабильских племен и в этой экспедиции, предпринятой с недостаточными силами, потерпел поражение. Это сразу подорвало престиж французов в глазах туземцев, и области, изъявившие уже ранее готовность покориться Франции, отказались от этого и приготовились к борьбе.
Шесть последующих лет война шла с переменным успехом для обеих сторон. В 1836 году Бертран Клозель, прибыв в Париж, сумел убедить министерство Тьера в необходимости принятия нового плана завоевания страны и усиления алжирской армии. План Клозеля, заключался в прочном занятии важнейших стратегических пунктов страны и в содержании между ними постоянного сообщения посредством войсковых колонн. План был утвержден, но вследствие последовавшей вскоре затем смены министерства, армия усилена не была. Несмотря на это, на позднее время года и недостаток продовольствия, Клозель не желал отказаться от составленного им плана и тотчас же обратился к его выполнению. 
Наиболее богатой и обширной областью всей страны была Константина — овладение её центром, городом Константина, Клозель и поставил себе ближайшей задачей. Первая попытка овладеть городом закончилась полным разгромом экспедиционного корпуса французов. Эта неудача повлекла за собой отзыв маршала Клозеля, который был заменен генералом Дамремоном. Однако, несмотря на эту неудачу, французы не собирались отказываться от своих планов по захвату Алжира. Началась приготовления к новой, более серьезной, осаде Константины.
Маршал Клозель был отозван и заменён генералом Шарлем-Мари Дени де Дамремоном и его первоочередной задачей являлось взятие Константины. К середине августа 1837 года Дени де Дамремон сосредоточил к городу Меджес-Амар (на пути из Бона в Константину) небольшой (13 000 человек), но отлично снабженный отряд с осадным парком (17 орудий).

## Битва
Французский отряд выступил в направлении Константины 1 октября и, хотя снова в горах был застигнут дождями, но испытал на этот раз гораздо меньше трудностей, поскольку помимо продовольственных запасов с собой в обозе везли даже дрова. 6 октября отряд подошёл к Константине и расположился как и прежде на обоих берегах Румеля на Кудиаг-Ати и Мансуре. Тотчас по прибытии приступили к возведению осадных батарей. Для обеспечения сообщения между обоими частями отряда был устроен ретраншемент на высоте, лежащей несколько выше слияния Румеля с Бу-Мерцугом.

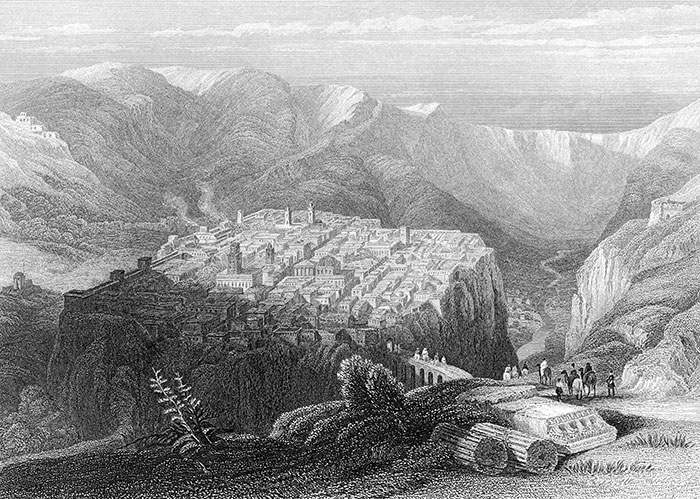
Константина в 1840 году

В Константине гарнизоном по-прежнему командовал Бен-Айсса. Сам же Хаджи-Ахмет-бей с кавалерией находился в поле. 7 октября гарнизон, поддерживаемый кавалерией, сделал одновременно две вылазки против обеих частей отряда, но обе вылазки были отбиты. Между тем устройство батарей по причине дождей шло медленно и огонь по городу был открыт не ранее 9 октября. 
12 октября была обрушена часть городской стены. Дамремон предложил гарнизону сдачу, но защитники города отвергли её. Бен-Айсса ответил: «В Константине ещё много снарядов и пушек; если их не хватит у французов, мы можем их послать. Мы не знаем, что такое брешь и капитуляция. Мы до последней возможности будем защищать наш город и наши дома. Французы лишь тогда завладеют городом, когда убьют последнего из его защитников». 
Прочитав это послание, генерал Дамремон воскликнул: «Тем лучше для нас, так как дело нас еще более прославит». В тот же день он был убит пулей при обходе работ, когда остановился на открытом месте в зоне досягаемости ружей. Войско возглавил начальник артиллерии генерал Сильвен Шарль Вале. Между тем, запасы отряда подходили к концу, и французам надо было спешить, поэтому 13 октября Вале начал штурм города-крепости. Через пробитую брешь три французские колонны ворвались в город. Первой командовал полковник Ламорисьер, второй — полковник Комба и третьей — полковник Корбена. Но овладеть городом удалось лишь после нескольких часов кровопролитного уличного боя, в котором французы потеряли более ста офицеров и 800 нижних чинов. Более 30 тысяч человек покорились победителям непосредственно после взятия города. 
Французы, наученные прежним опытом, оставили все управление страной в прежнем виде. Управление самим городом было поручено Сенд-Мохамеду, происходившего из семейства уважаемого местным населением. Следствием этих благоразумных мер было прочное занятие Константинской области. Оставив в Константине 2500 человек, Вале с остальными силами вернулся в конце октября в город Бону, уже не встречая на своем пути никакого сопротивления. Туземцы, упавшие духом, бежали в горы или изъявляли полную покорность. За взятие Константины генерал Вале получил маршальский жезл и был назначен генерал-губернатором Французского Алжира.